# American Forces Network

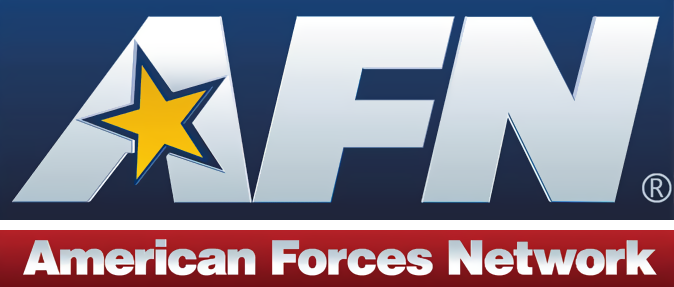
AFN-Logo

American Forces Network (AFN) ist ein weltweites Netz von Hörfunk- und Fernsehsendern der US-amerikanischen Streitkräfte (Soldatensender).
Von 1943 bis in die 1990er-Jahre stand AFN für die Rundfunkaktivitäten des US-Militärs im westlichen Mitteleuropa (Western Europe; siehe unten #Geschichte) mit Ausnahme von Österreich (1945–1955, siehe Blue Danube Network).
Heute fungiert AFN als weltweiter Markenname der Defense Media Activity (DMA, Fort Meade, Maryland; früher: Armed Forces Information Service, AFIS).

## Allgemeines
AFN besteht aus dem AFN Broadcast Center (March Air Reserve Base bei Riverside, Kalifornien; 1986–2003: AFRTS BC) und den AFN Outlets, die in AFN Europe und AFN Pacific eingeteilt sind. Zusammen bilden sie AFRTS (American Forces Radio and Television Service; 1954–1969 und 1982–2000: Armed Forces Radio and Television Service).

### AFN Europe
(Hinweis: UKW-Frequenzen in MHz)
- AFN Benelux, SHAPE, Belgien (Brüssel/Everberg 101.7; Mons/SHAPE 106.5; Chièvres 107.9; Kleine-Brogel 106.2), Niederlande (Brunssum 99.7; Volkel 107.9) und Norwegen (?[7] Stavanger 101.5)
- AFN Spangdahlem, Deutschland (Spangdahlem 105.1)
- AFN Kaiserslautern, Deutschland (Kaiserslautern 105.1;[8] Baumholder 106.1; Pirmasens 103.0)
- AFN Wiesbaden, Deutschland (Wiesbaden 103.7)
- AFN Stuttgart, Deutschland (Stuttgart 102.3)
- AFN Bavaria, Vilseck, Deutschland (Grafenwöhr 98.5, Vilseck 107.7, Amberg 89.9, Hohenfels 93.5; Katterbach/Ansbach 107.3, Illesheim 104.9; Garmisch-Partenkirchen 90.3)
- AFN Aviano, Italien (Aviano 106.0; Ungarn?[9] Pápa Air Base 102.7)
- AFN Vicenza, Italien (Vicenza 106.0; Livorno 106.0)
- AFN Naples, Italien (Neapel 106.0)
- AFN Sigonella, Italien (Sigonella 106.0)
- AFN Lajes, Azoren, Portugal (Lajes 96.1)[10]
- AFN Rota, Spanien (Rota 102.5; Morón 92.1)
- AFN Souda Bay, Kreta, Griechenland (107.3)
- AFN Incirlik, Türkei (MW 1593)
- AFN Bahrain, Königreich Bahrain (106.3)
- AFN Guantanamo Bay, Kuba (The Mix 102.1 FM, The Blitz 103.1 FM, Talk Radio 1340 AM)

### AFN Pacific
- AFN Tokyo, Japan (Eagle 810 AM)
- AFN Misawa, Japan (Thunder 1575 AM)
- AFN Iwakuni, Japan (Power 1575 AM)
- AFN Sasebo, Japan (Thunder 1575 AM)
- AFN Okinawa, Japan (Wave 89.1 FM, Surf 648 AM)
- AFN Humphreys, Osan Air Base, Südkorea (88.3 FM, 1440 AM u. a.)[11]
- AFN Kunsan, Südkorea (88.5 FM)
- AFN Daegu, Südkorea (88.5 FM, 1440 AM)
- AFN Diego Garcia, British Indian Ocean Territory (Power 99.1, Island Variety 101.9)

## Hörfunk
Der Hörfunk besteht aus The Eagle (AFNEagle, seit 2006; „Eagle 810“ war bereits zuvor der Name eines Radioprogramms von AFN Tokyo), einem Mantelprogramm mit Outlet-Fenstern, das seit 2014 aus dem AFN Broadcast Center geliefert wird, sowie elf Spartenprogrammen:
Musik:
- AFN Country
- AFN Freedom Rock (Alternative)
- AFN Gravity (Urban/Club)
- AFN The Blend (Hot Adult Contemporary)
- AFN Joe Radio (Hits of the ’80s, ’90s and today; 2012)
- AFN Legacy (Classic Rock; 2011)

Wort:
- AFN The Voice (1978)
- NPR AFN (1997)
- AFN PowerTalk (2008)
- AFN Clutch (Sport, 2011)
- AFN FANS (Sport, 2011)

Die Verbreitung erfolgt via Satellit (verschlüsselt), Internet (AFN go; zuvor 2013 bis 2022 AFN 360) und für The Eagle auch terrestrisch (siehe oben #AFN Europe).

## Fernsehen
Neben dem Hauptprogramm in den Varianten AFN|prime Atlantic und AFN|prime Pacific (so benannt seit 2004) gibt es sechs spezielle Kanäle:
- Spectrum (1997)
- Movie (2004)
- Family (2004)/Pulse (2013)
- News (2001)
- Sports (2001)
- Sports2 (2015)

Die Programme sind verschlüsselt und nur mit in Militärverkaufsstellen erhältlichen Decodern zu empfangen. Als Verschlüsselung kommt PowerVu zum Einsatz. Die Decoder bzw. Satellitenreceiver von Scientific Atlanta wurden inzwischen von Cisco Systems übernommen. Seit dem 16. Dezember 2017 werden alle Sender in HD ausgestrahlt (zuvor nur das erste Sports-Programm).
AFN Sports, AFN Sports2 sowie AFN News übernehmen große Teile des Programms aus dem US-amerikanischen Fernsehen. Während der Werbeblöcke werden armeeinterne Informationen ausgestrahlt.
Programmpläne finden sich in The Stars and Stripes und seit 1999 im Internet.

## Geschichte
1941 gibt es erste Hörfunk-Aktivitäten US-amerikanischer Soldaten in Panama und Alaska. Am 26. Mai 1942 wird vom War Department der Armed Forces Radio Service (AFRS) gegründet; die Leitung liegt bis 1945 bei Major Tom Lewis (1901–1988). Der Sitz befindet sich auf dem Fox-Gelände in Hollywood (1954 Umzug nach 1016 North McCadden Place, Los Angeles), Studios in New York und San Francisco. Erste Eigenproduktion des AFRS ist am 11. August 1942 Mail Call, ein Briefkasten-Programm. Noch 1942 werden erste American Expeditionary Stations (AES) in Nordafrika eröffnet, 1944 folgen Stationen im Pazifik-Raum. Die Programmzulieferung erfolgt mittels Schallplatten anfangs auf dem See-, dann auf dem Luftweg; daneben betreibt AFRS einen Kurzwellendienst. AFN London begleitet seit dem 4. Juli 1943 neben dem BBC General Forces Programme (1944/45) die Invasion amerikanischer, britischer und kanadischer Truppen in Europa. Anfang 1946 gibt es 239 Stationen in Übersee sowie 19 Kurzwellensender in den USA.
Weihnachten 1953 startet der Fernsehdienst auf der Loring Air Force Base, Maine; April 1954 wird der AFRS zum AFRTS (Armed Forces Radio and Television Service), dessen Aufgabe im Oktober 1954 durch DoD Instruction 5120.2 näher definiert wird. Bereits 1954 gibt es in Europa Armed Forces Television (AFTV) auf den Azoren. 1978 beginnen Satellitenübertragungen (SATNET; seit 1982 24h, seit 1989 verschlüsselt). Die Bezugsbedingungen für übernommene TV-Sendungen sind günstig; 1987 berichtet die Zeitschrift Daily Variety, das AFRTS-Jahresbudget liege bei 27,4 Millionen USD, während der Marktwert der übernommenen Sendungen auf 117 Millionen USD zu schätzen sei.
1986 wird das AFRTS-Zentrum von Hollywood in den Vorort Sun Valley verlegt, 1995 nach Riverside. 1997 beendet AFRTS die Produktion eigener moderierter Radiosendungen; im Fernsehen gehen die beiden zusätzlichen Programme Spectrum und NewSports an den Start und die Hauptprogramme erhalten ein einheitliches Erscheinungsbild (AFN Atlantic, Pacific, Americas –2001, Korea –2006; prime Freedom 2006–2013 für Irak/Afghanistan).
Im Oktober 2013 kam es wegen finanzieller Engpässe zu einem mehrtägigen Programmausfall (Government Shutdown).
Am 1. September 2015 nutzte Verteidigungsminister Ashton Carter AFN und DoD Social Media für ein weltweites Gespräch mit Truppenangehörigen, ebenso Präsident Barack Obama am 11. September 2015 anlässlich des vierzehnten Jahrestages der Terroranschläge am 11. September 2001.

### AFN in Deutschland und Europa
| Affiliates in Deutschland                                       | Sendebetrieb | Sendebetrieb | Radiosender (1992) Sendername Frequenz (Sendeleistung) | Community (1997) | Slogan                             |
| Affiliates in Deutschland                                       | Beginn       | Ende         | Radiosender (1992) Sendername Frequenz (Sendeleistung) | Community (1997) | Slogan                             |
| --------------------------------------------------------------- | ------------ | ------------ | --- | ---------------- | ---------------------------------- |
| AFN Munich                                                      | 1945-06-10   | 1992         | München-Ismaning 1107 kHz (40 kW) Augsburg-Welden 100,0 MHz (15 kW) Augsburg 1485 (1) Berchtesgaden 1485 (0,3) Garmisch-Partenkirchen 1485 (0,3) Regensburg 1485 (0,3)                                       | –                | ?                                  |
| AFN Frankfurt (2003–2010: AFN Hessen, seit 2010: AFN Wiesbaden) | 1945-07-15   | –            | Weißkirchen (Oberursel) 873 (150) Großer Feldberg 98,7 (60) Bad Hersfeld 1143 (0,3) Fulda 1143 (0,3) Gießen 1143 (0,3) Bonn 107,6 (0,076)                                                                    | 66.300           | Z-98 (FM) & The Power Station (AM) |
| AFN Bremerhaven (1945–1949: AFN Bremen)                         | 1945-07-28   | 1993         | Bremerhaven 1143 (5) Garlstedt 92,9 (0,1) Sögel 93,5 (1) | –                | THE POWER STATION                  |
| AFN Berlin                                                      | 1945-08-04   | 1994         | Berlin-Dahlem 1107 (10); 87,9 (1) | –                | The Great 88                       |
| AFN Stuttgart (1993–2012: AFN Heidelberg)                       | 1948-03-17   | –            | Stuttgart 102,3 (100) Stuttgart-Hirschlanden 1143 (10) Göppingen 1143 (0,3) Heidelberg-Wieblingen 1143 (1); 104,6 (0,37) Karlsruhe 1143 (1) Mannheim 101,9 (0,05) Schwäbisch Gmünd 102,6 (0,1) Ulm 102,6 (1) | 42.500           | HOT FM                             |
| AFN Nuremberg (seit 1995: AFN Bavaria)                          | 1950-01-28   | –            | Nürnberg 1107 (10) Grafenwöhr 1107 (10) Ansbach 1485 (0,3) Hof 1143 (1) Hohenfels 1485 (0,3) Illesheim 101,0 (0,37) Wertheim 1143 (0,3) Crailsheim 1485 (0,3)                                                | 28.500           | The Big Gun                        |
| AFN Kaiserslautern                                              | 1953-12-14   | –            | Kaiserslautern 1107 (10); 100,2 (5) Bitburg 1143 (0,3) Pirmasens 103,0 (0,5) | 54.700           | Z-100.2                            |
| AFN SHAPE (seit 2006: AFN Benelux)                              | 1974-02-05   | –            | Mönchengladbach 1143 (1) Rheinberg 105,1 (1) Kalkar 106,1 (0,04) weitere Sender in Belgien und den Niederlanden                                                                                              | 3.100            | ?                                  |
| AFN Wuerzburg (2007–2008: AFN Franconia)                        | 1980-05-01   | 2008         | Würzburg 1143 (0,3) Bad Kissingen 1143 (0,3) Bamberg 1143 (0,3) Schweinfurt 1143 (0,3) Wildflecken 1143 (0,3)                                                                                                | 44.300           | Big Red Radio                      |
| AFN Spangdahlem (1994–2011: AFN Eifel)                          | 1994-06-06   | –            | – | ?                | Eifel 105                          |

Die Sendeanlagen wurden vom AFN teilweise in Eigenregie betrieben (wie Weißkirchen für AFN Hessen), es kamen aber auch Anlagen der Deutschen Telekom AG (Sender Stuttgart-Hirschlanden) und des Hessischen Rundfunks (seit der Umstellung auf DVB-T HR-Rohrmast auf dem Großen Feldberg im Taunus, zuvor Fernmeldeturm Großer Feldberg der T-Systems) zur Ausstrahlung von AFN-Programmen zum Einsatz.
Am Großen Feldberg befand sich bis zur Einstellung des Programms von AFN Frankfurt auch die FM-Frequenz auf 98,7 MHz (bis ca. 1962 auf 94,9 MHz; zuletzt bis 18. Januar 2017 AFN Wiesbaden, dann übernommen vom Deutschlandradio), die schon frühzeitig in Stereo ausgestrahlt wurde, während viele andere AFN-Sender anfangs noch in Mono betrieben wurden. Speziell dieser Sender konnte bei entsprechender Reichweitenlage und wegen des hohen Senderstandorts sogar noch in weiten Teilen Nordbayerns (Unterfranken, Oberfranken) empfangen werden.
Der bis zu seiner Abschaltung 2013 stärkste Sender des AFN stand in Weißkirchen nordwestlich von Frankfurt am Main. Er sendete mit 150 kW Sendeleistung auf der Mittelwellenfrequenz 873 kHz.
In der Nähe von Liegenschaften der amerikanischen Streitkräfte bestand oft die Möglichkeit des unverschlüsselten Empfangs des AFN-Fernsehprogramms. AFN sendete in der amerikanischen TV-Norm M-NTSC, allerdings mit geringer Sendeleistung. Auf deutschen Fernsehgeräten in B/G-PAL-Norm wurde eventuell nur ein vertikal durchlaufendes Schwarzweißbild ohne Ton dargestellt (abhängig vom Gerät). Modernere in Europa verkaufte Geräte konnten dank ihrer Fähigkeit zur Darstellung von NTSC-Videos meist ein stabiles Farbbild darstellen, jedoch fehlte auch ihnen in der Regel der Tonempfang. Seit dem 15. Juli 2010 wurden immer mehr TV-Senderstandorte abgeschaltet, da die analog-terrestrische Verbreitung – laut Angaben von AFN – nicht mehr rentabel sei und vermehrt auf den verschlüsselten Sat-Empfang gesetzt wurde. Seit dem 23. September 2010 sind alle terrestrischen AFN-TV Sender in Deutschland abgeschaltet.

#### 1940er- und 1950er-Jahre

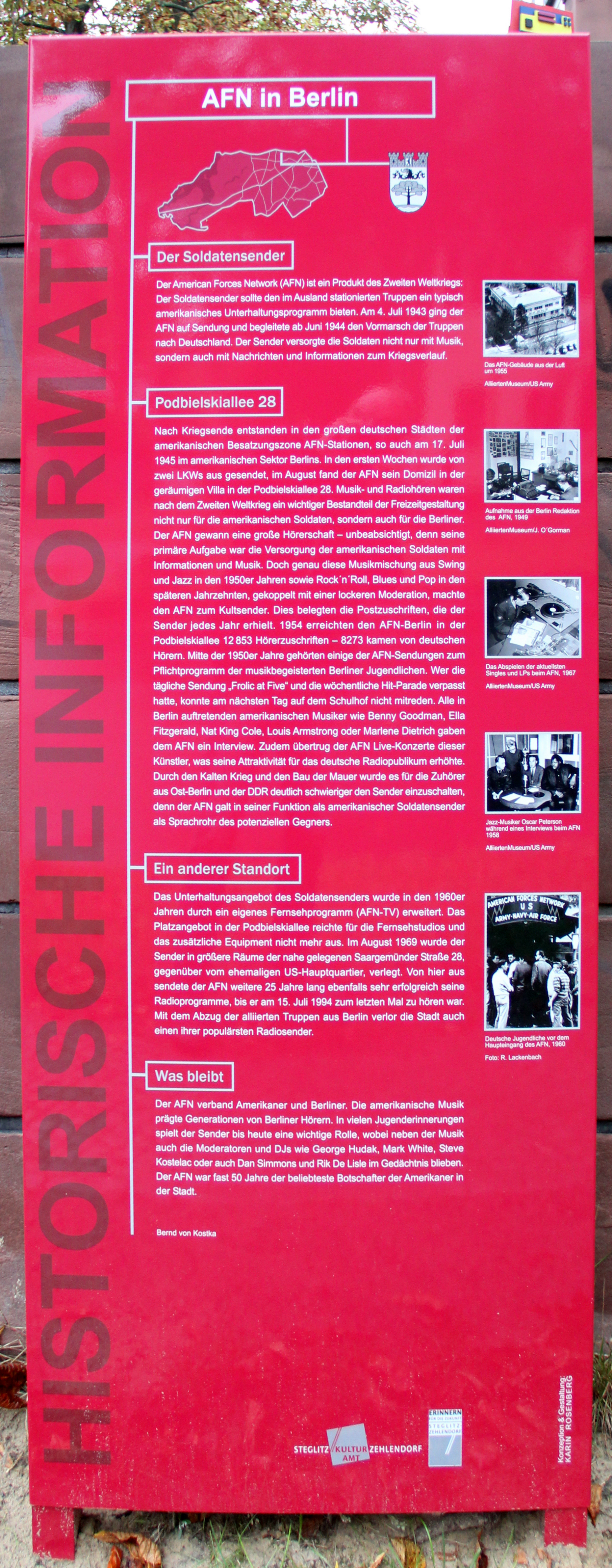
Gedenktafel, Podbielskiallee 28, in Berlin-Dahlem

Die erste Station sendete unter dem Namen AFN London seit dem 4. Juli 1943 aus den BBC-Studios in London, nach der Befreiung Frankreichs kam 1944 AFN Paris hinzu. Die ersten Sender, die Deutschland erreichten, waren mobile Einheiten auf LKWs; eine erste solche mobile Sendeeinheit der 1. US-Armee ist im Februar–April 1945 von Paris über Spa, Frauenberg und Kassel bis zum Ettersberg bei Weimar vorgedrungen. AFN Munich (7. US-Armee) nahm seinen Sendebetrieb am 10. Juni 1945 aus der Münchner Kaulbach-Straße auf (weitere Transmitter bald in Stuttgart und Nürnberg). AFN Frankfurt (1. US-Armee) folgte einen Monat später (Kaiser-Sigmund-Straße); gesendet wurde zunächst von einem kleinen LKW, der hinter dem I.G.-Farben-Haus, dem US-amerikanischen Hauptquartier, stand, dann vom Sender Heiligenstock aus (bald zusätzlich über einem Transmitter in Bayreuth).
Im August desselben Jahres wurde das europäische Hauptquartier von London nach Frankfurt am Main (Höchster Schloß) verlegt. Es folgten in kurzen Abständen Stationen in Bremen (9. US-Armee; weiterer Transmitter in Bremerhaven) und Berlin (AFN Berlin, Villa Joachim von Ribbentrop; für die deutsche Bevölkerung Berlins richtete die amerikanische Militärregierung den RIAS ein) wie auch ein kurzlebiger Sender in Kassel. Im Dezember 1945 schaltete AFN London ab, auch sämtliche Stationen in Frankreich wurden bis 1948 aufgegeben; so verringerte sich die Zahl der Stationen von 1945 noch über 300 auf knapp 60 im Jahr 1949. Der AFN berichtete, teilweise live, von Ereignissen wie den Nürnberger Kriegsverbrecherprozessen oder der Berliner Luftbrücke. 1948 wurde AFN Stuttgart selbstständig, untergebracht im Hotel Graf Zeppelin. 1949 wurde AFN Bremen durch die Verlegung in die Carl-Schurz-Kaserne zu AFN Bremerhaven.
Für Österreich gab es das Blue Danube Network (BDN, mit Studios in Salzburg/KZCA, Linz/KOFA und Wien/WOFA; 5. US-Armee), woraus 1955 das Southern European Network (SEN) in Italien (seit 1979 Southern European Broadcasting Service, SEB; seit 1993 AFN South) hervorging.
Die 1950er waren das Jahrzehnt der Expansion des Netzwerks. 1950 vergrößerte sich AFN Nuremberg mit dem Umzug ins Grand Hotel. 1953 kam AFN Kaiserslautern hinzu, der seit 1954 aus den Studios im Vogelweh Complex sendet. April 1957 wurde das Fernsehen von der Air Force in Ramstein etabliert (Kanal E30 ≙ US-Kanal 26).
Im Mai 1958 wurde AFN France mit der Inbetriebnahme von AFN Orleans reetabliert, im November kam AFN Poitiers dazu, 1959 AFN Verdun.

#### Bekannte Sendungen und Moderatoren
Bekannte Sendungen der verschiedenen AFN-Stationen in Deutschland:
- AFN Berlin – The Juice und Disco sowie Frolic at five (17 Uhr) DJs George Hudak, Magnificent Magoo (Jim McCauley), Steve Kostelac, Dan Simmons, Rhythm And Blues Showcase, Merryly Music, Wake Up Easy mit DJ Tom Tucker, Old Gold Retold mit DJ Rik DeLisle sowie Open House Show (12 Uhr) und Stickbuddy Jamboree (14 Uhr).
- AFN Frankfurt – Stickbuddy Jamboree, Old Gold Retold, 16.05 to Nashville, Town and Country, GCS – Gertie’s Country Show. Dieser Sender machte Bill Ramsey berühmt. The Rest of the Story – Paul Harvey kommentierte abends Themen der Nachrichtensendung.
- AFN Munich – Early Bird (7 Uhr, langjähriger Theme song: Doris Day „When the red, red robin comes bob, bob, bobbin' along“ 1954) Luncheon in Munchen (12 Uhr), Midnight in Munich, Hillbilly Guesthouse, Munich Night Train (24 Uhr, langjähriger Theme song: Jimmy Forrest „Night train“ 1952), Weekend World, und Bouncin' in Bavaria (17 Uhr, langjähriger Theme song: Sy Oliver „House Party“ 1951), Outpost concert, langj. Theme song: Johannes Brahms. 1. Symph. 4. Satz.[37] DJ Chuck Herrmann, DJ Jim Sampson, DJ Bill Higgenbotham.
- AFN Bavaria – Christy Whitaker (a.k.a. C-Dub), Da Flyin' Hawaiian und Andre 6'4000 (The Joe Show)

Weltweite Ausstrahlungen, berühmte Diskjockeys/Sprecher:
- Wolfman Jack; Charlie Tuna; Mary Turner; Mal Sondock
- Top 40: Casey Kasem (American Top 40); Rick Dees (Weekly Top 40, American Music Magazine)
- Country: Gene Price; Harry Newman; Bob Kingsley (American Country Countdown); Gertie (GertiesCountryShow)
- Comedy: Chickenman
- Oldies: Jim Pewter; Dick Clark (Rock, Roll & Remember)
- Soul: Don Tracy
- Swing: Chuck Cecil (The Swinging Years, sonntags eine Stunde, bis 1955)
- Classical: Doug Ordunio
- News: Paul Harvey; Jan Wood
- Bremerhaven: Bill Boyd
- Berlin: Rik De Lisle

#### 1960er- und 1970er-Jahre

QSL-Karte aus den 1970er Jahren

1966 wurde das Hauptquartier aus dem Höchster Schloß in Frankfurt am Main in ein eigens vom Hessischen Rundfunk zur Verfügung gestelltes Gebäude verlegt.
Ebenfalls 1966 nahm das Fernsehen von der Wiesbaden Air Base den Betrieb auf (anfangs Übernahme des Programms aus Ramstein); 1967 folgten der Sender Berlin-Dahlem und sein Relay in Tempelhof.
1967, mit dem Austritt Frankreichs aus der NATO, wurde AFN France abgeschaltet und als AFN SHAPE nach Belgien zum NATO-Hauptquartier SHAPE bei Chièvres verlegt.
1973 bekam AFN Frankfurt FM ein weicheres Musikprofil (the easy FM), und es wurde auf einen 24-Stunden-Stereobetrieb umgestellt. Zeitweise wurde sogar klassische Musik ausgestrahlt (Adventures in Good Music).
Das Fernsehen zog 1976 von Ramstein in neue Studios nach Frankfurt, womit auch das Farbfernsehen begann.

#### 1980er-Jahre

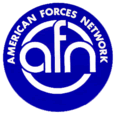
AFN-Logo bis ca. 1989

1980 kam AFN Würzburg, 1986 AFN Soesterberg (NL) zum Netzwerk. Bereits 1984 hatte der Fernsehsender in Soesterberg seinen Betrieb aufgenommen (Leistung 20 kW, jedoch auf dem jenseits des europäischen UHF-Spektrums liegenden US-Kanal 80).
Ebenfalls 1984 begann die regelmäßige Übertragung von Sendungen aus den AFRTS-Studios in Kalifornien; seit Ende 1987 wurde auch ein Satelliten-Uplink in Usingen genutzt (AFN SuperStation).
Zu den TV-Eigenproduktionen gehörten neben Nachrichtensendungen wie AFN Television News oder AFN Ten o'clock News und regionalen Informationsprogrammen auch Sendungen wie Gasthaus (ca. 1975–1992) oder AFN Mailbox.
Auch im Hörfunk gab es ausführliche Nachrichten. Anfang April 1989 wurde Z-ROCK (seit Januar 1991: Z-FM) ins Leben gerufen, ein Sender, der eher den Musikgeschmack jüngerer Hörer ansprechen sollte. Das Mittelwellenprogramm (teilweise auch über UKW verbreitet) hieß seit Juli 1989 Power Network.

#### 1990er-Jahre

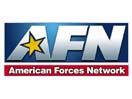
Das neue AFN-Logo

1990 wurde AFN Nürnberg aus den beengten Räumen im Dachboden des Nürnberger Grand Hotels, von der amerikanischen Seite Bavarian American Hotel genannt, in neue Studios in der W.-O.-Darby-Kaserne in Fürth verlegt.
Im Rahmen der Operationen Desert Shield bzw. Desert Storm wurde von europäischem Sendepersonal 1991 in Saudi-Arabien AFDN betreut (Armed Forces Desert Network; begonnen 1990 als Desert Shield Network).
1992 wurde im ehemaligen Jugoslawien eine Senderkette aufgebaut, die bis 2002 sendete. Diese Sender waren zunächst als AFN Zagreb, seit 1996 als AFN Balkans in verschiedenen Regionen (Kroatien, Mazedonien 1993, Bosnien 1995, Albanien 1999, Kosovo, Ungarn) zu hören.
1993–94 wurde AFN Somalia, 1994 AFN Entebbe (Uganda) von europäischen AFN-Technikern betrieben.
Mit der Truppenreduzierung nach dem Golfkrieg 1991 und dem Ende des Kalten Kriegs in Europa waren auch Stationsschließungen unvermeidlich geworden. So schlossen die Stationen in München 1992, Bremerhaven 1993 sowie Soesterberg 1994. AFN Stuttgart wurde 1993 nach Heidelberg verlegt und bedient seitdem beide Städte, außerdem noch Mannheim. AFN Berlin beendete 1994 als Folge der Beendigung des Vier-Mächte-Status der Stadt sein Programm. 1995 ging AFN Nürnberg „off air“, verlegte mitsamt der neuen Technik nach Vilseck und ist seitdem als AFN Bavaria in Grafenwöhr, Vilseck und Hohenfels zu hören. 1998 wurde der Sender in Augsburg aufgegeben. Erst in diesem Jahr sendeten sämtliche US-Militärsender weltweit unter dem Namen AFN. Die lokalen Fenster gingen von Mittelwelle auf UKW über.

#### 2000er-Jahre
2004 zog die Europazentrale von AFN von Frankfurt am Main in die Coleman Barracks nach Mannheim um. 2008 wurde AFN Würzburg geschlossen, das Sendegebiet wurde von AFN Bavaria übernommen.
Ende April 2006 wurde das Sendekonzept für Europa erneut geändert. Es wurde ein Basis-Block-Sendemodell im Stil einiger kanadischer Radiostationen eingeführt beziehungsweise noch weiter ausgebaut. Neuer Name: „AFN – The Eagle – Music Worth Fighting For“. 2008 wurde der Slogan in „AFN – The Eagle – Serving America's Best“ geändert. Die Europazentrale in Mannheim produziert nun ein 24-stündiges Basisprogramm mit Sendeblöcken und ersetzt damit die Z-FM-Programme. In diesem Basisprogramm sind verschiedene Musikrichtungen, AFN-Sendungen und gekaufte Radioprogramme gemixt. Zwischen diesen Blöcken haben die lokalen AFN-Radiostationen Sendeblöcke für sich, die sie mit jeweiligen eigenen Programmen (zum Beispiel Local-Morning-Shows und Local-Afternoon-Shows) selber ausfüllen können. Dieses ähnelt zwar dem schon bisherigen Konzept, wurde aber nun weiter ausgebaut. Populäre Sendungen wie The Jonathan and Mary Show (früher auch über das Basis-Programm von Mannheim gesendet) wurden aus dem Programm herausgenommen. Diese neue Programmausrichtung hat ihre Vor- und Nachteile. Zum einen hat es eine Qualitätssteigerung im Bereich Musik gegeben. Zum anderen haben die einzelnen lokalen Sender aber an Individualität verloren. Die früheren Sendernamen (wie z. B. HOT-FM für Heidelberg oder The Big Gun für Bavaria) sind entfallen. Alle heißen nun gleich: The Eagle. Somit sind auch die alten zum Teil mit viel Liebe und Witz selber produzierten Radiostation-Jingles größtenteils verschwunden.
Die Europazentrale wurde 2013 von den Coleman Barracks Mannheim vorübergehend zur Ramstein Air Base verlegt, 2014 schließlich in die Sembach Kaserne.
2016 wurden mit den Sendern Mönchengladbach (Januar) und Vilseck (Oktober) die letzten Mittelwellen-Sender in ganz Deutschland stillgelegt, und im Januar 2017 folgte die Einstellung des ehemals über Mittelwelle (zuletzt nur noch über Internet) verbreiteten PowerNet-Programms.

#### Liste des Führungspersonals
1. 1943–0000 Gurney, Charles (MAJ)
2. 1943–1944 Hayes, John (LTC)
3. 1944–1945 Light, Robert (LTC)
4. 1945–1946 Sanders, Ernest (LTC)
5. 1946–1947 Swain, Oren (LTC)
6. 1947–1948 Rigel, William (MAJ)
7. 1948–1949 Ball, Walter (LTC)
8. 1949–1953 Johnson, Philip (COL)
9. 1953–1955 Price, Harold (LTC)
10. 1955–1958 Tourtellotte, Franklin (LTC)
11. 1958–1960 Kale, Samuel (LTC)
12. 1960–1964 Cranston, Robert (LTC)
13. 1964–1965 Phinney, Jack (LTC)
14. 1965–1966 Bloecker, Victor (LTC)
15. 1966–0000 Bickley, Eugene (LTC)
16. 1966–1968 Cody, Henry (LTC)
17. 1968–0000 Buchanan, Gerald (MAJ)
18. 1968–1970 Jones, Arthur (LTC)
19. 1970–1974 Roeder, Harold (LTC)
20. 1974–1977 McBride, Floyd (LTC)
21. 1977–0000 Bubniak, Robert (MAJ)
22. 1977–1980 Odom, Fredwin (LTC)
23. 1980–1982 Bubniak, Robert (LTC)
24. 1982–1984 Crescioni, Charles (LTC)
25. 1984–1987 Craven, Sonny (LTC)
26. 1987–1990 Eaton, Bruce (COL)
27. 1990–1993 Fowler, Zachary (COL)
28. 1993–1995 Gaylord, Robert (COL)
29. 1995–1998 Marovitz, Mitchell (COL)
30. 1998–2001 McWilliams, David (LTC)
31. 2001–2003 Edrington, Michael (LTC)
32. 2003–2006 Sims, Ricky (LTC)[53]
33. 2006–2009 Malcom, Scott (COL)
34. 2009–2012 Bigelow, William (COL)
35. 2012–2014 Reed, Sherri (LTC)
36. 2014–2017 Smith, Doug
37. 2017–2020 Short, Stephen C. (LTC)
38. 2021–0000 Vadnais, Chris (acting)
39. 2021–present Hallmark, Adam D. (LTC)

### AFRTS weltweit
Anfang der 1960er-Jahre gab es AFRTS-Stationen in folgenden Gebieten (manche Stationen wurden zu Netzwerken zusammengeschlossen):
- Bereich Atlantik: Panamakanalzone (CFN/SCN), Trinidad, Puerto Rico (Armed Forces Caribbean Network, AFCN), Guantanamo-Bucht; den NATO-Gebieten Kanada, Grönland/Dänemark, Island, Großbritannien, Westdeutschland/Frankreich (AFN Europe), Italien (SEN), Griechenland, Azoren/Portugal und Türkei; Spanien, Marokko, Libyen, Saudi-Arabien, Eritrea, Iran (1954–76)
- Bereich Pazifik: Japan/Okinawa/Guam (FEN), Südkorea (AFKN), Taiwan (AFNT), Philippinen (später AFPN), Treuhandgebiet Pazifische Inseln (Kwajalein/CPN,[55] Eniwetok), Midwayinseln, Johnston Island, Alaska (AN)

#### Mittelamerika, CFN/SCN (1941/54–1999)
Die in der Panamakanalzone stationierten Soldaten errichteten 1941 PCAN (Panama Coast Artillery News, Pazifikküste) and PCAC (Panama Coast Artillery Corps, Atlantikküste) als eigene Sender. 1949 wurde ein Gebäude in Fort Clayton bezogen. 1954 nannte sich der Sender Caribbean Forces Network (CFN), 1963 Southern Command Network (SCN) und sendete auch nach 1979, dem Jahr der Übergabe der Kanalzone an Panama, weiter, seit 1987 auch für die in Honduras stationierten US-Truppen. Erst 1999 wurde der Sendebetrieb des SCN eingestellt.

#### Alaska, AN (1941–2001)
AN (Alaska Network) hatte Studios u. a. in Adak (am weitesten westlich gelegene Ortschaft der USA), Kodiak, Anchorage, Fairbanks und Fort Greely.

#### Ferner Osten/Japan, FEN (1944–1997)
Aus dem 1944 gegründeten PON (Pacific Ocean Network), einem Netzwerk, das ursprünglich im Zweiten Weltkrieg auf vielen kleinen Pazifikinseln seine Stationen errichtete, entwickelte sich 1945 das FEN (Far East Network; Japan, Okinawa, Korea, Philippinen, Guam), von dem 1950 die koreanische Sektion (AFKN) abgespalten wurde. Bei seiner offiziellen Konstituierung 1951 unterhielt das FEN in Japan sechs Stationen (in Sapporo, Hachinohe, Sendai, Tokyo, Osaka und auf Kyushu). Der Fernsehdienst begann 1955 auf den Philippinen und Okinawa, 1960 in Japan (Misawa). Die Zentrale war seit 1978 in Yokota; diese Station sendet seit dem 30. August 1997 unter dem neuen Namen AFN Tokyo (zeitweise auch Eagle 810).

#### Korea, AFKN (1950–1997/2001)
Mit dem Ausbruch des Koreakrieges kam auch AFN nach Korea. Zunächst sendete AFKN (American Forces Korea Network) aus dem US-Militärhotel in Seoul, nach der Einnahme durch chinesische Truppen Seouls 1950 packten die Sendeleute ihre Ausrüstung in Trucks und sendeten mobil aus den Fahrzeugen. Die Stationen trugen Namen wie Bayonet (Dongduchon, Camp Casey), Cavalier/Tomahawk (Munsan), Gypsy (Uncheon), Vagabond (Seoul, Yongsan), Comet (Osan, Camp Humphreys), Mercury (Gunsan), Kilroy (Daegu), Homesteader (Busan); spätere Namen waren Thunder AM und Eagle FM. Der Fernsehdienst wurde 1957 aufgenommen. Seit 1998, endgültig 2. April 2001, hieß das Netzwerk AFN Korea statt AFKN.

#### Philippinen, AFPN (1965–1976)
1965 bildeten die Stationen auf den Philippinen AFPN (Armed Forces Philippines Network), bis sie 1976 wieder in das FEN integriert wurden. 1974–76 gehörten organisatorisch auch Thailand und Taiwan hierzu.

#### Taiwan, AFNT (1957–1979)
Aus AFNT (Armed Forces Network Taiwan) wurde 1979 das zivile taiwanesische ICRT (International Community Radio Taipei), das weiterhin in Englisch auf Sendung ist.

#### Vietnam, AFVN (1962/67–1973)
Die ersten Sendungen in Vietnam waren der Navy zu verdanken, die aus bestens ausgestatteten Studios in Flugzeugen sendete. Der Name des Netzwerks war in Vietnam anfänglich AFRS (American Forces Radio Saigon) bzw. AFRVN (Armed Forces Radio Vietnam), wurde aber unter dem Namen AFVN (American Forces Vietnam Network, 1967) mit Stationen u. a. in Da Nang, Nha Trang, Pleiku und Saigon bekannt. Sehr bekannt durch den Film „Good Morning, Vietnam“ wurde die Sendung Dawn Buster, die mit dem legendären Ausruf Gooooooood Morning, Vietnam eröffnete. Bekannt wurden auch die DJs Pat Sajak und Adrian Cronauer. Von 1971 bis 1973 wurden sämtliche Stationen in Vietnam geschlossen.

#### Thailand, AFTN (1965–1976)
Parallel zu den Kampfhandlungen in Vietnam waren auch im Nachbarland Thailand Streitkräfte der USA stationiert, die ihr eigenes Rundfunknetzwerk AFTN (American Forces Thailand Network) hatten; das Logo von AFVN und AFTN sind auffällig ähnlich. Es gab Studios an folgenden Standorten: Flughafen Udon Thani (1970: Absturz eines beschädigten Phantom-Flugzeug in die Studios), Flughafen Ubon Ratchathani sowie die beiden Luftwaffenstützpunkte Nakhon Ratchasima und Militärflugplatz Takhli. Dieser Dienst wurde 1976 eingestellt.

#### Antarktis, AFAN (ab 1963)
Der südlichste aller AFRTS-Sender befanden sich auf der McMurdo-Station in der Antarktis: KMSA/WASA auf Mittelwelle in den 1960er-Jahren, dann AFAN (American Forces Antarctic Network) auf Kurzwelle, später über drei UKW-Sender.

#### Irak (2003–2011), Afghanistan (2006–2014)
Im Zuge des Irakkrieges wurde 2003 AFN Baghdad gestartet und dann eine Senderkette mit Stationen in Bagdad, Kirkuk, Tikrit, Balad, Sinjar, Mosul und Talill aufgebaut (AFN Iraq), die bis 2011 auf Sendung war. In Afghanistan wurden für die dortigen Truppen Stationen in Kabul, Bagram, Ganci und Kandahar aufgebaut (AFN Afghanistan); diese sendeten ausschließlich auf Ultrakurzwelle. Das regionale Fernsehprogramm hieß AFN|prime Freedom (2006–2013).

### Programm

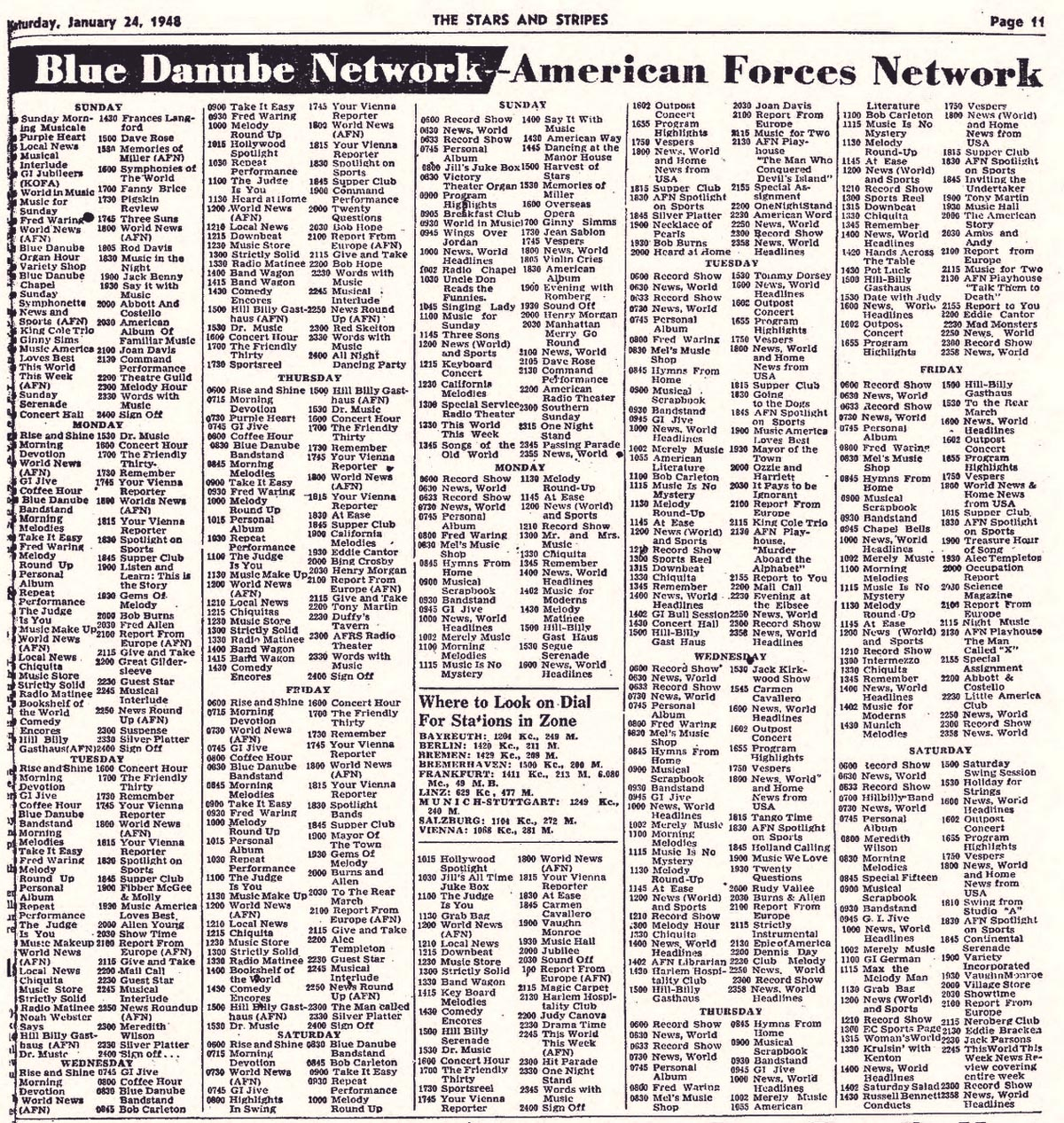
AFN/BDN, Januar 1948
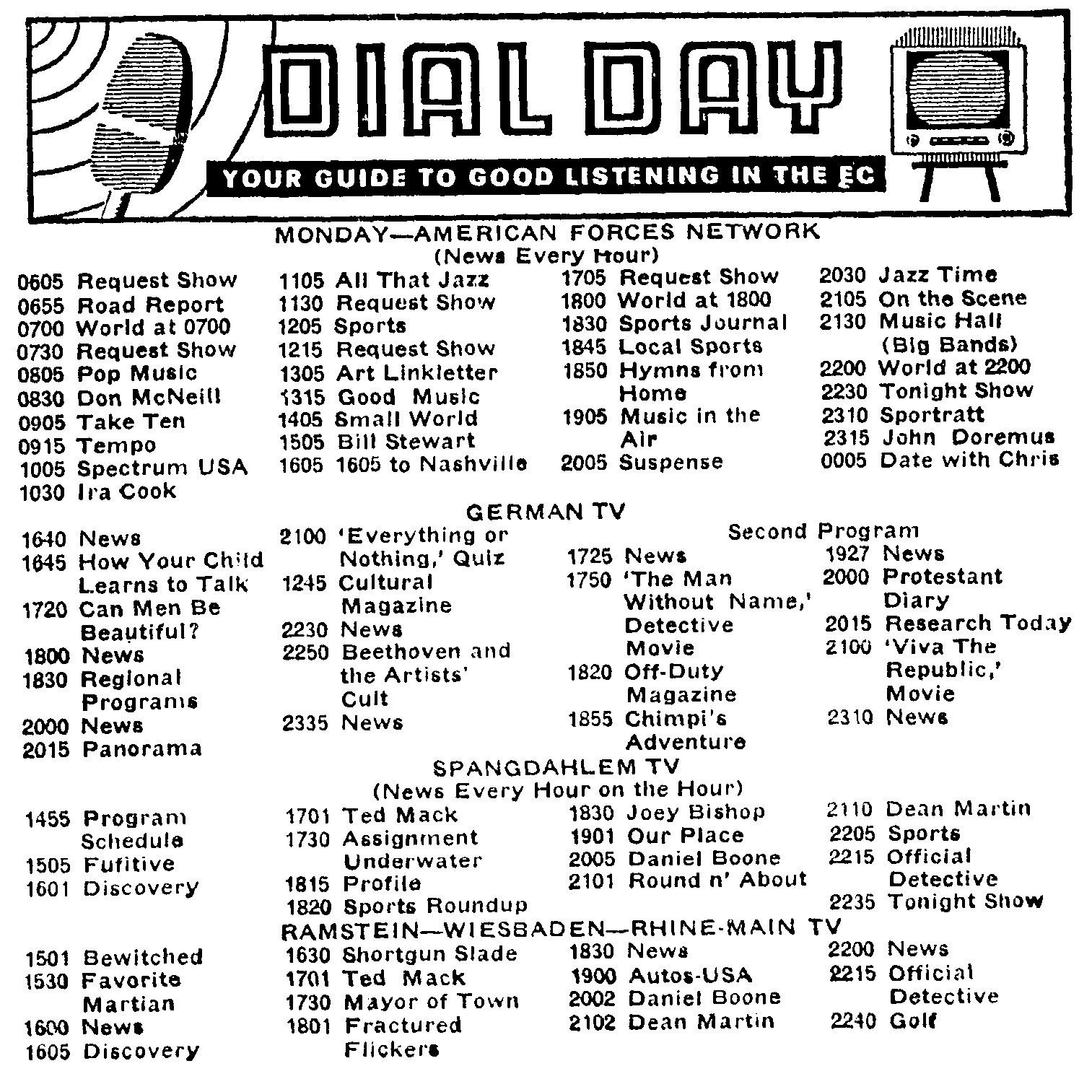
AFN, Dezember 1967
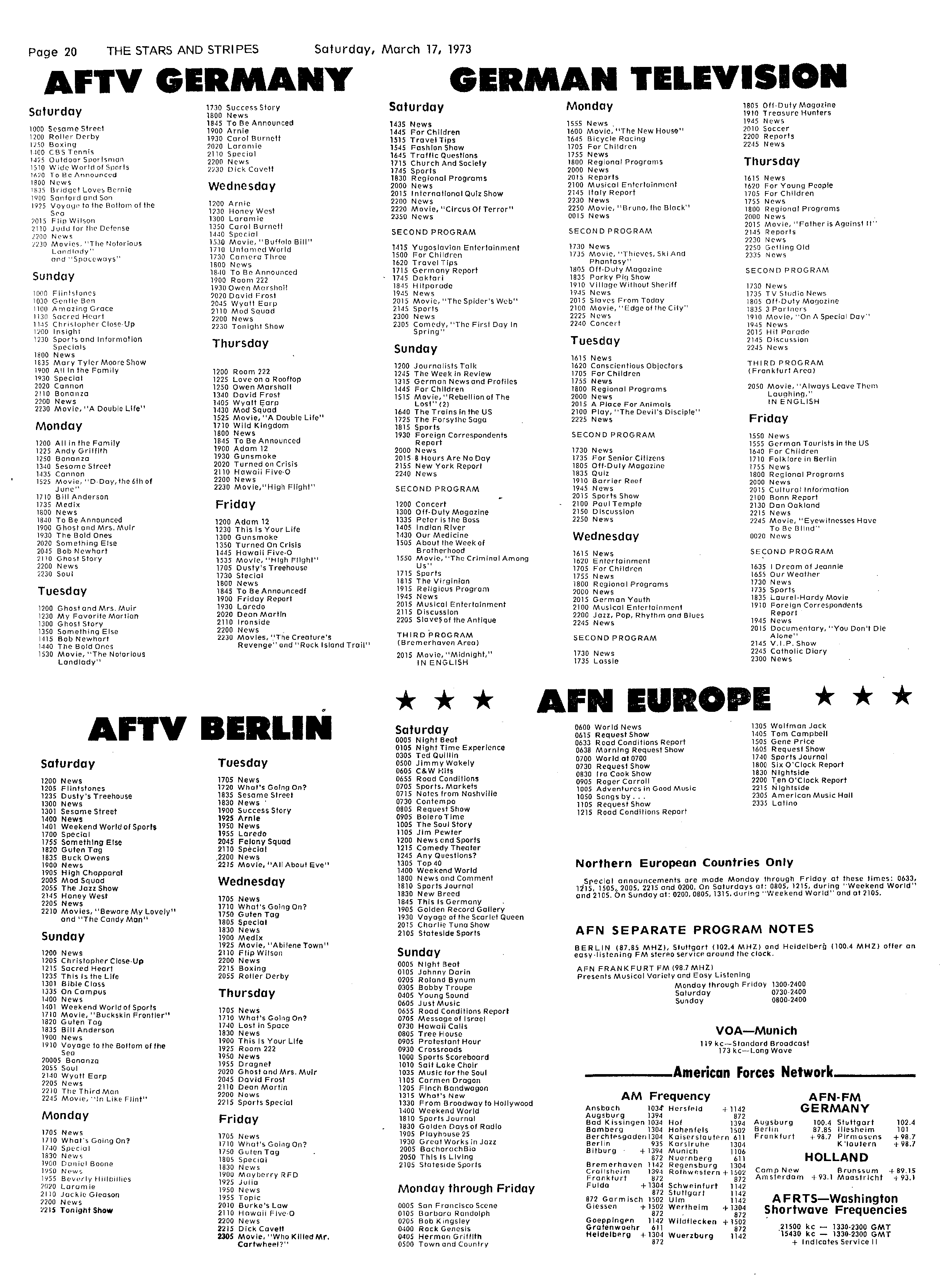
AFN, März 1973
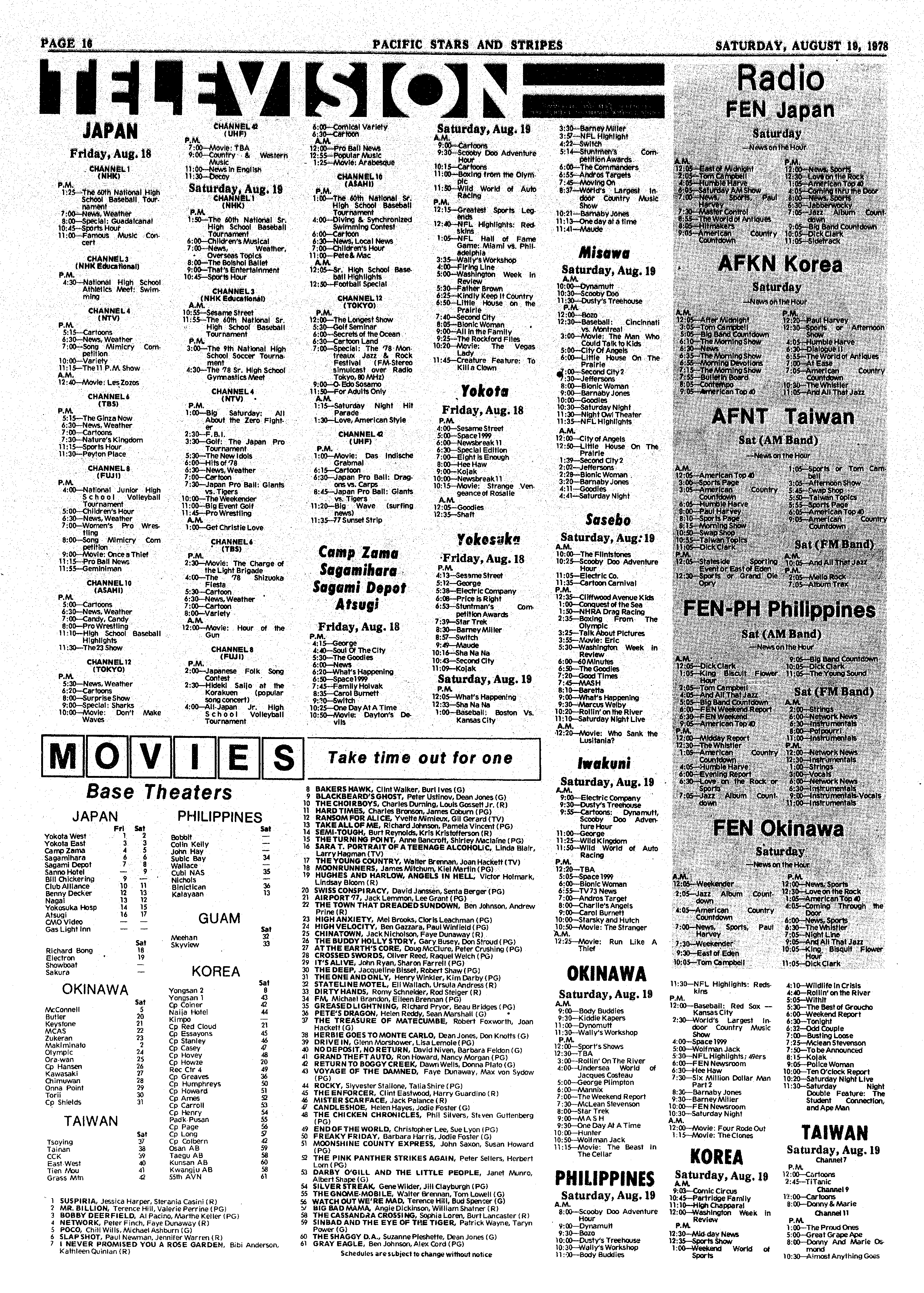
FEN, August 1978
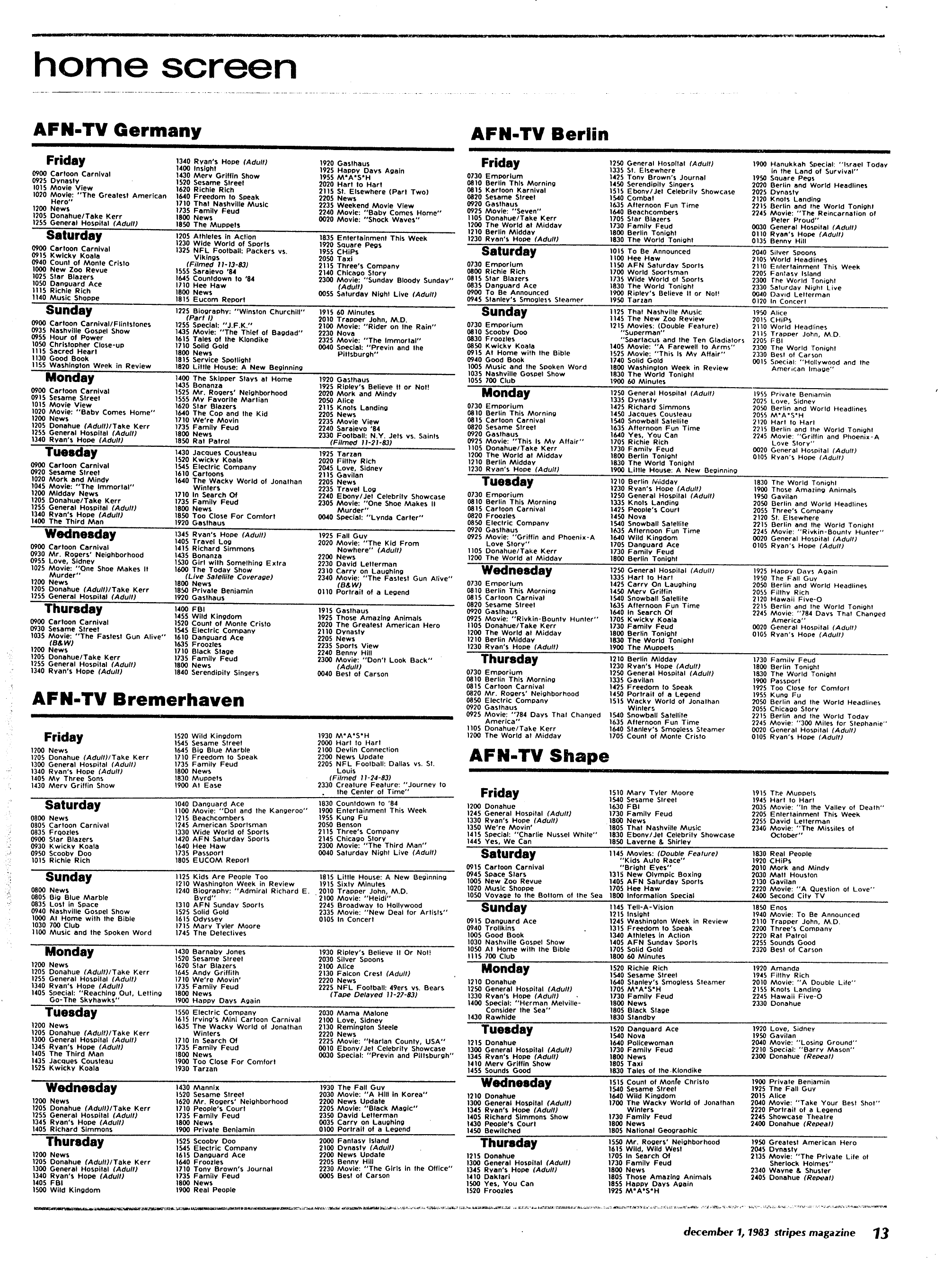
AFN TV, Dezember 1983
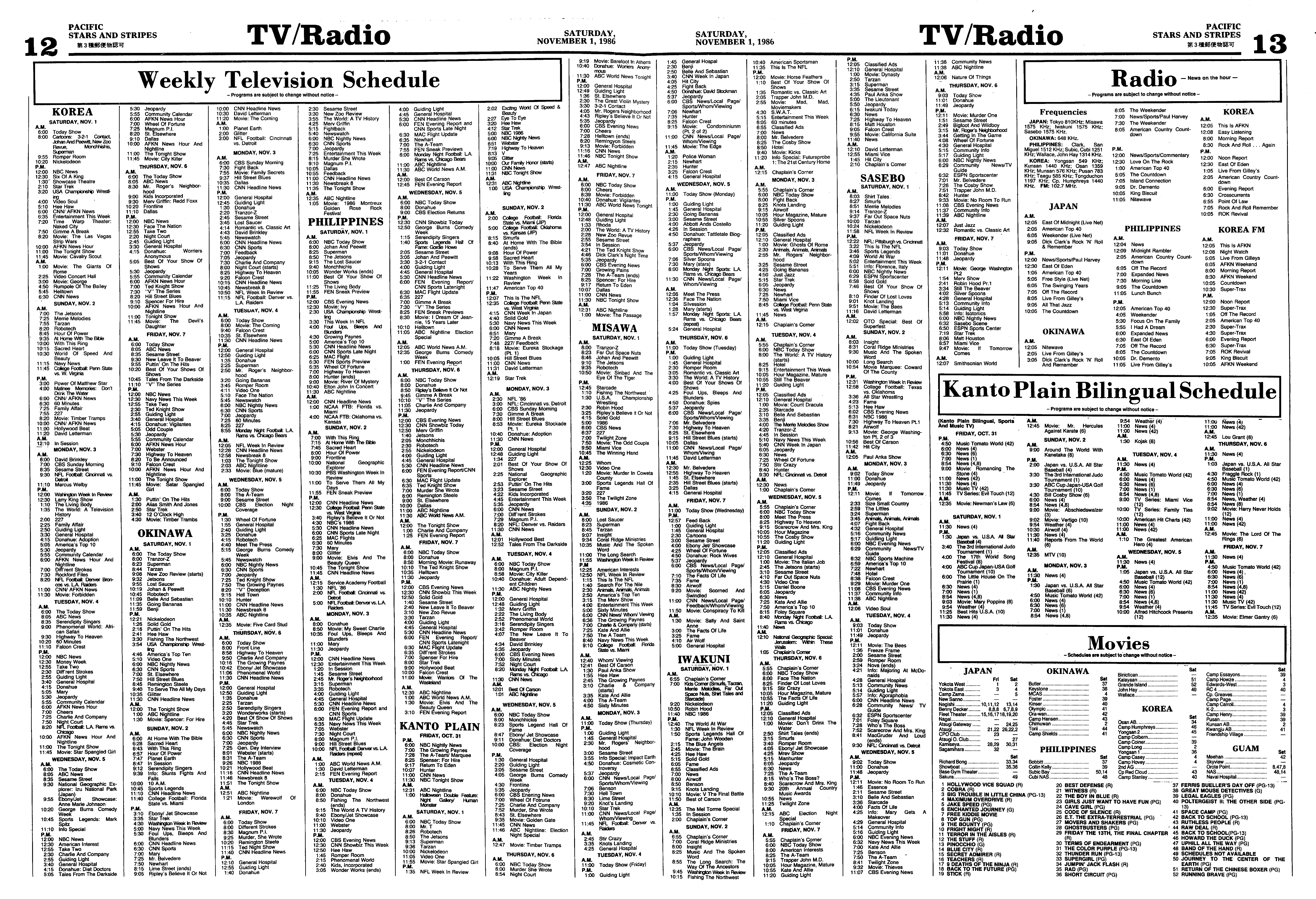
FEN, November 1986